# Блюм, Детлеф
Детлеф Блюм (нем. Detlef Bluhm; 15 января 1954, Берлин — 8 апреля 2023) — немецкий писатель, издатель, предприниматель-книготорговец и фотограф.

## Жизнь
После получения степени в области религиозного образования и богословия занимал различные должности в берлинских книжных магазинах и издательствах.
В 1989 году вместе со своим деловым партнером Рольфом-Питером Бааке он основал небольшую издательскую компанию Silver & Goldstein, которая прекратила свою деятельность в начале 1992 года, когда Детлеф Блум стал управляющим директором замельного отделения Биржевого союза немецких книгоиздателей (Börsenverein des Deutschen Buchhandels) в земле Берлин-Бранденбург.
С 1993 по 1998 год работал добровольным судьей по трудовым спорам в Берлинском трудовом суде. С 1996 года он также является управляющим директором ассоциации Работодателей — издателей и книжных магазинов. В 2003 году он возглавил ассоциацию поддержки Берлинского литературного дома (Literaturhaus Berlin), а с 2006 года — председатель консультативного совета Фонда Центральной и Региональной библиотеки Берлина.
Умер 8 апреля 2023 года после непродолжительной тяжёлой болезни в возрасте 69 лет.

## Альтер эго — Кот Пауль

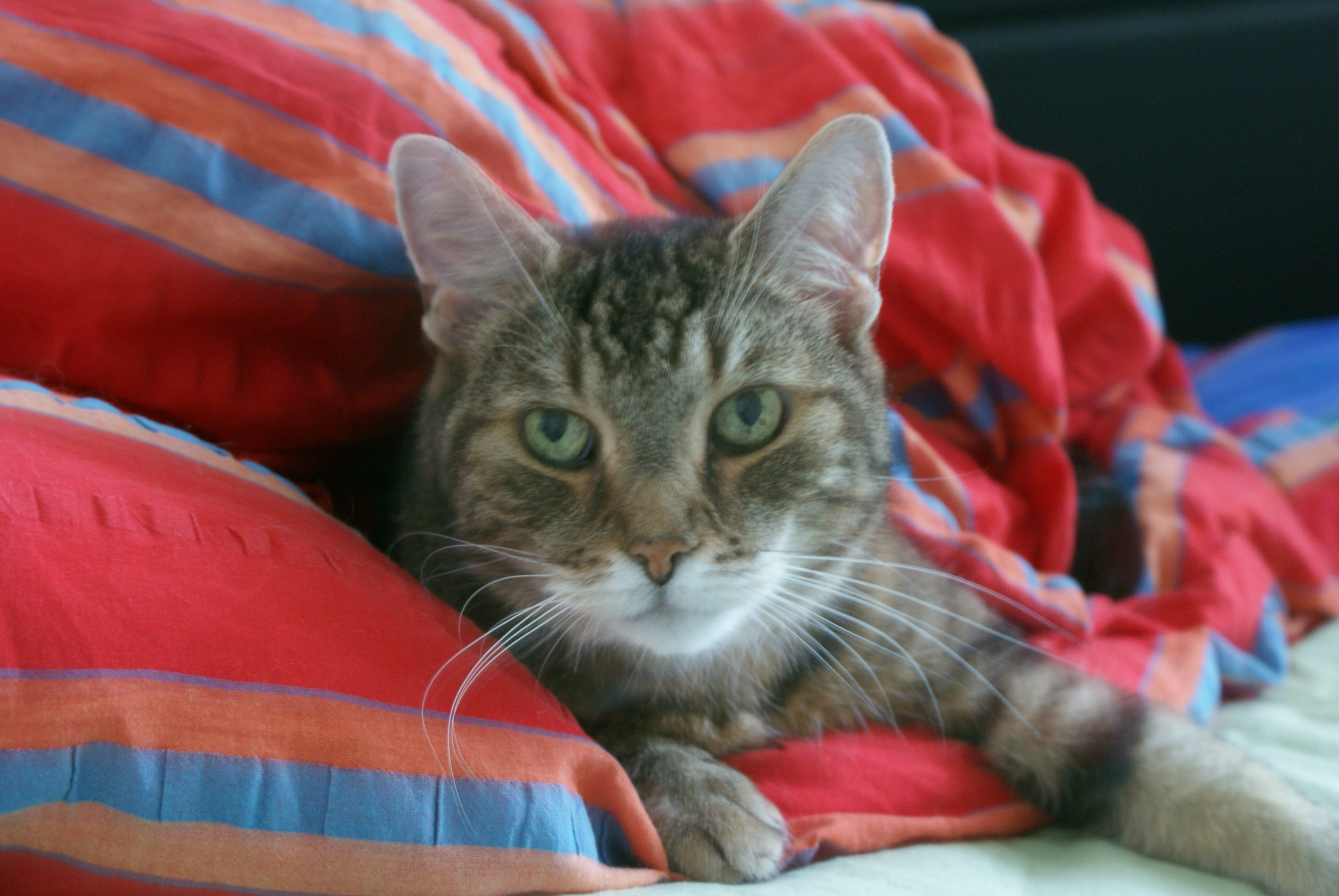
Кот Пауль

С февраля 2010 года Детлеф Блюм пользовался имиджем Кота Пауля как своим Альтер Эго. Прообразом послужил его реальный кот под тем же именем, который жил у него с 2001 года и умер 18 марта 2011 года. Под именем «кот Пауль» Детлеф Блюм ведёт профиль в Facebook и блог, в котором он публиковал статьи по истории культуры кошачьих.

## Произведения
Книги Детлефа Блюма были переведены на шесть разных языков. Он писал культурно-исторические детективы и очерки по истории культуры кошачьих. Как издатель и редактор серийных изданий, участвовал в 14 проектах. На русский язык переведён детектив «Тайна придворного шута».

### Книги (подборка)
- Auf leichten Flügeln ins Land der Phantasie — Tabak und Kultur von Columbus bis Davidoff. Transit Buchverlag, Berlin 1997.
- Das Geheimnis des Hofnarren. Gustav Kiepenheuer Verlag, Leipzig 1999 — в русском переводе «Тайна придворного шута».
- Der Zug nach Wien. Gustav Kiepenheuer Verlag, Leipzig 2001.
- Katzenspuren — Vom Weg der Katze durch die Welt. Gustav Lübbe Verlag, Bergisch Gladbach 2004.
- Die Katze, die Anchovis liebte. Ehrenwirth Verlag, Bergisch Gladbach 2004.
- Das große Katzenlexikon. Schöffling & Co., Frankfurt am Main 2007.
- Die Katze, die nach den Sternen griff — Überraschende Mitteilungen für unverbesserliche Katzenfreunde. Ehrenwirth Verlag, Bergisch Gladbach 2008.
- Von Autoren, Büchern und Piraten — Kleine Geschichte der Buchkultur. Artemis & Winkler, Düsseldorf 2009.
- Kater Paul — Das Facebook-Tagebuch. Artemis & Winkler, Mannheim 2011.
- Was Sie schon immer über Katzen wissen wollten. Insel Verlag, Berlin 2013, ISBN 978-3-45835-945-6.
- Schiffskatzen, Insel Verlag GmbH (2014), ISBN 978-3-458360117.

### Антологии
- Von Katzen und Frauen, Insel Taschenbuch, Berlin 2013, herausgegeben von Detlef Bluhm